# Olympique Lyonnais 2013-2014 (femminile)
Questa voce raccoglie le informazioni riguardanti la squadra femminile dell'Olympique Lione nelle competizioni ufficiali della stagione 2013-2014.

## Stagione
La stagione 2013-2014 della squadra femminile dell'Olympique Lione è partita con il ritiro di Sonia Bompastor e con la partenza di Laura Georges verso il Paris Saint-Germain dopo sei stagioni all'OL. Shinobu Ōno e Ami Ōtaki tornarono a giocare nel campionato giapponese, mentre arrivò Saki Kumagai dall'1. FFC Francoforte. Megan Rapinoe tornò a Lione in prestito per giocare la prima metà del campionato.
In campionato l'Olympique Lione ha vinto il suo dodicesimo titolo, l'ottavo consecutivo. Il campionato è stato concluso con 85 punti, frutto di 21 vittorie, nessun pareggio e una sola sconfitta. La squadra è arrivata in finale di Coppa di Francia, superando il PSG per 2-0 e vincendo la sua sesta coppa nazionale.
Il cammino dell'Olympique Lione in UEFA Women's Champions League si è interrotto agli ottavi di finale: dopo aver superato agevolmente il Twente nei sedicesimi, l'OL è stato eliminato per la regola dei gol fuori casa dalle tedesche del Turbine Potsdam, perdendo in casa per 1-2 dopo che all'andata aveva vinto in trasferta per 0-1.

## Maglie
Le tenute di gioco sono le stesse dell'Olympique Lione maschile.
| Casa | Trasferta | Terza divisa |

## Organigramma societario
Area tecnica
- Allenatore: Patrice Lair
- Vice allenatore: Antonin Da Fonsceca
- Preparatore dei portieri: Yoann Vivier
- Preparatore atletico: Toru Ota
- Medico sociale: Yann Fournier
- Fisioterapista: Yannick Millet

## Rosa
| N. |                        | Ruolo | Calciatrice            |
| -- | ---------------------- | ----- | ---------------------- |
| 1  | Francia (bandiera)     | P     | Pauline Peyraud-Magnin |
| 2  | Francia (bandiera)     | D     | Noémie Carage          |
| 3  | Francia (bandiera)     | D     | Wendie Renard (c)      |
| 4  | Francia (bandiera)     | C     | Makan Traoré           |
| 5  | Giappone (bandiera)    | D     | Saki Kumagai           |
| 6  | Francia (bandiera)     | C     | Amandine Henry         |
| 7  | Stati Uniti (bandiera) | C     | Megan Rapinoe          |
| 8  | Svezia (bandiera)      | A     | Lotta Schelin          |
| 9  | Francia (bandiera)     | A     | Eugénie Le Sommer      |
| 10 | Francia (bandiera)     | C     | Louisa Nécib           |
| 11 | Francia (bandiera)     | C     | Lucie Pingeon          |
| 12 | Francia (bandiera)     | A     | Élodie Thomis          |

| N. |                     | Ruolo | Calciatrice      |
| -- | ------------------- | ----- | ---------------- |
| 13 | Francia (bandiera)  | D     | Mélissa Plaza    |
| 15 | Francia (bandiera)  | C     | Élise Bussaglia  |
| 16 | Francia (bandiera)  | P     | Sarah Bouhaddi   |
| 17 | Francia (bandiera)  | D     | Corine Franco    |
| 19 | Francia (bandiera)  | C     | Ève Périsset     |
| 20 | Francia (bandiera)  | D     | Sabrina Viguier  |
| 21 | Svizzera (bandiera) | C     | Lara Dickenmann  |
| 23 | Francia (bandiera)  | C     | Camille Abily    |
| 24 | Francia (bandiera)  | A     | Laëtitia Tonazzi |
| 25 | Francia (bandiera)  | C     | Amel Majri       |
| 30 | Francia (bandiera)  | P     | Cindy Perrault   |

## Calciomercato

### Sessione estiva
| Acquisti | Acquisti      | Acquisti           | Acquisti    |
| R.       | Nome          | da                 | Modalità    |
| -------- | ------------- | ------------------ | ----------- |
| C        | Saki Kumagai  | 1. FFC Francoforte | definitivo  |
| D        | Mélissa Plaza | Montpellier        | definitivo  |
| C        | Megan Rapinoe | Seattle Reign      | in prestito |

| Cessioni | Cessioni        | Cessioni            | Cessioni      |
| R.       | Nome            | a                   | Modalità      |
| -------- | --------------- | ------------------- | ------------- |
| P        | Céline Deville  | FCF Juvisy          | definitivo    |
| D        | Laura Agard     | Tolosa              | definitivo    |
| D        | Laura Georges   | Paris Saint-Germain | definitivo    |
| C        | Sonia Bompastor |                     | fine carriera |
| A        | Shinobu Ōno     | Elfen Sayama        | definitivo    |
| A        | Ami Ōtaki       | Urawa Reds          | definitivo    |

### Sessione invernale
| Acquisti | Acquisti | Acquisti | Acquisti |
| R.       | Nome     | da       | Modalità |
| -------- | -------- | -------- | -------- |

| Cessioni | Cessioni        | Cessioni             | Cessioni      |
| R.       | Nome            | a                    | Modalità      |
| -------- | --------------- | -------------------- | ------------- |
| D        | Sabrina Viguier | Kopparbergs/Göteborg | definitivo    |
| C        | Megan Rapinoe   | Seattle Reign        | fine prestito |

## Risultati

### Division 1

#### Girone di andata
| Arbitro: | Maubacq |

|  |           |                                                |
|  | Marcatori | 2’ Schelin 67’ Abily 80’ Tonazzi 87’ Le Sommer |

| Arbitro: | Ily |

|                                       |           |  |
| Schelin 32’ Tonazzi 58’ Le Sommer 62’ | Marcatori |  |

| Arbitro: | Guillemin |

|                                                                                    |           |          |
| Abily 2’, 12’ Le Sommer 5’, 21’, 68’ Tonazzi 35’, 48’ Schelin 56’, 80’ Kumagai 67’ | Marcatori | 90’ Fage |

| Arbitro: | Robin |

|  |           |                                     |
|  | Marcatori | 53’ Nécib 70’ Schelin 90+2’ Tonazzi |

| Arbitro: | Efe |

|                                 |           |                               |
| Tonazzi 16’, 81’ Dickenmann 77’ | Marcatori | 73’ Dacquigny 90+1’ Bouchenna |

| Arbitro: | Buffart |

|           |           |                                                              |
| Morel 69’ | Marcatori | 6’ Schelin 13’ Tonazzi 56’ Rapinoe 56’ Thomis 72’ Dickenmann |

| Arbitro: | Mougeot |

|                                                     |           |  |
| Le Sommer 37’ Nécib 82’ Schelin 90’ Bussaglia 90+3’ | Marcatori |  |

| Arbitro: | Bonnin |

|  |           |            |
|  | Marcatori | 76’ Renard |

| Arbitro: | Labadot-Cadinot |

|                                                  |           |  |
| Abily 14’ Renard 38’ Thomis 47’ Schelin 83’, 90’ | Marcatori |  |

| Arbitro: | Zinck |

|                     |           |                                       |
| Asseyi 90+2’ (rig.) | Marcatori | 36’ Renard 50’ Abily 68’, 86’ Rapinoe |

| Arbitro: | Vanstaevel |

|                                                   |           |  |
| Tonazzi 14’, 81’ Renard 38’ Abily 44’ Schelin 85’ | Marcatori |  |

#### Girone di ritorno
| Arbitro: | Labadot-Cadinot |

|  |           |                                          |
|  | Marcatori | 5’ Abily 37’, 53’ Henry 51’ (aut.) Butel |

| Arbitro: | Coppola |

|  |           |                                                                                 |
|  | Marcatori | 12’ Tonazzi 30’, 32’, 53’ Le Sommer 60’ Dickenmann 61’ (aut.) Naude 65’ Schelin |

| Arbitro: | Zinck |

|  |           |             |
|  | Marcatori | 45’ Georges |

| Arbitro: | Mougeot |

|                             |           | |
| Gosse 57’ (rig.) Bultel 64’ | Marcatori | 24’ Nécib 27’, 75’ Renard 36’, 48’ Le Sommer 47’, 53’, 90’ Dickenmann 54’ Abily 58’ Tonazzi 88’ Thomis |

| Arbitro: | Frappart |

|                                                        |           |            |
| Tonazzi 11’ Dickenmann 18’ Lavaud 31’ (aut.) Abily 42’ | Marcatori | 16’ Gherbi |

| Arbitro: | Zaouak |

|            |           |                                    |
| Banuta 86’ | Marcatori | 21’ (rig.), 90+4’ (rig.) Bussaglia |

| Arbitro: | Efe |

|                      |           |  |
| Bussaglia 51’ (rig.) | Marcatori |  |

| Arbitro: | Craipeau |

|  |           |                                                                             |
|  | Marcatori | 2’ Dickenmann 11’ Tonazzi 12’ Abily 37’ (rig.) Le Sommer 72’ (rig.) Kumagai |

| Arbitro: | Bourquin |

|                               |           |            |
| Franco 59’ Kumagai 74’ (rig.) | Marcatori | 34’ Asseyi |

| Arbitro: | Lasalle |

|            |           |                                                          |
| Robert 59’ | Marcatori | 8’ Abily 15’ Henry 44’ (aut.) Mbock 80’, 90+2’ Le Sommer |

| Arbitro: | Bonnin |

|                                                                           |           |  |
| Tonazzi 33’ Renard 44’ Schelin 67’ Abily 69’, 70’ Le Sommer 87’ Nécib 89’ | Marcatori |  |

### Coppa di Francia
| Arbitro: | Zaouak |

|  |           | |
|  | Marcatori | 3’, 45’ Abily 5’, 48’, 67’ Tonazzi 8’, 21’, 26’, 51’, 62’ Schelin 24’, 42’ Franco 31’ Périsset 56’, 71’, 85’ Kumagai 87’ Plaza 88’ Traoré |

| Claix 16 febbraio 2014, ore --:-- CET Sedicesimi di finale                                     | Claix     | 0 – 6 referto                                                | Olympique Lione | Stade de la Bâtie |
| \| \| \| \| \| \| Marcatori \| 25’ Tonazzi 64’ Abily 65’ Henry 84’ Dickenmann 88’ Bussaglia \| |           |                                                              |                 |                   |
|                                                                                                |           |                                                              |                 |                   |
|                                                                                                | Marcatori | 25’ Tonazzi 64’ Abily 65’ Henry 84’ Dickenmann 88’ Bussaglia |                 |                   |

| Lione 16 marzo 2014, ore 17:03 CET Ottavi di finale     | Olympique Lione | 3 – 0 referto | Saint-Étienne | Plaine des Jeux de Gerland |
| \| \| \| \| \| Schelin 35’, 75’, 85’ \| Marcatori \| \| |                 |               |               |                            |
|                                                         |                 |               |               |                            |
| Schelin 35’, 75’, 85’                                   | Marcatori       |               |               |                            |

| Arbitro: | Robin |

|                                                                      |           |  |
| Nécib 11’ Beattie 26’ (aut.) Le Sommer 46’ Thomis 53’, 60’ Abily 64’ | Marcatori |  |

| Arbitro: | Craipeau |

|  |           |                                       |
|  | Marcatori | 47’ Schelin 75’ Dickenmann 78’ Renard |

| Arbitro: | Séverine Zinck |

|                           |           |  |
| Dickenmann 58’ Franco 61’ | Marcatori |  |

### UEFA Women's Champions League
| Arbitro: | Sandra Bastos |

|  |           |                                               |
|  | Marcatori | 22’ Nécib 31’ Kumagai 52’ Tonazzi 60’ Schelin |

| Arbitro: | Pernilla Larsson |

|                                                                           |           |  |
| Tonazzi 13’ Nécib 25’ Bussaglia 60’ Le Sommer 73’ Schelin 81’ Rapinoe 84’ | Marcatori |  |

| Arbitro: | Jana Adámková |

|  |           |           |
|  | Marcatori | 83’ Nécib |

| Arbitro: | Kateryna Monzul' |

|           |           |                             |
| Abily 12’ | Marcatori | 33’ Draws 73’ (rig.) Mjelde |

## Statistiche

### Statistiche di squadra
| Competizione     | Punti | In casa | In casa | In casa | In casa | In casa | In casa | In trasferta | In trasferta | In trasferta | In trasferta | In trasferta | In trasferta | Totale | Totale | Totale | Totale | Totale | Totale | DR   |
| Competizione     | Punti | G       | V       | N       | P       | Gf      | Gs      | G            | V            | N            | P            | Gf           | Gs           | G      | V      | N      | P      | Gf     | Gs     | DR   |
| ---------------- | ----- | ------- | ------- | ------- | ------- | ------- | ------- | ------------ | ------------ | ------------ | ------------ | ------------ | ------------ | ------ | ------ | ------ | ------ | ------ | ------ | ---- |
| Division 1       | 85    | 11      | 10      | 0       | 1       | 44      | 6       | 11           | 11           | 0            | 0            | 51           | 6            | 22     | 21     | 0      | 1      | 95     | 12     | +83  |
| Coppa di Francia | -     | 3       | 3       | 0       | 0       | 11      | 0       | 3            | 3            | 0            | 0            | 27           | 0            | 6      | 6      | 0      | 0      | 38     | 0      | +38  |
| Champions League | -     | 2       | 1       | 0       | 1       | 7       | 2       | 2            | 2            | 0            | 0            | 5            | 0            | 4      | 3      | 0      | 1      | 12     | 2      | +10  |
| Totale           | -     | 16      | 14      | 0       | 2       | 62      | 8       | 16           | 16           | 0            | 0            | 83           | 6            | 32     | 30     | 0      | 2      | 145    | 14     | +131 |

### Andamento in campionato
| Giornata  | 1 | 2 | 3 | 4 | 5 | 6 | 7 | 8 | 9 | 10 | 11 | 12 | 13 | 14 | 15 | 16 | 17 | 18 | 19 | 20 | 21 | 22 |
| --------- | - | - | - | - | - | - | - | - | - | -- | -- | -- | -- | -- | -- | -- | -- | -- | -- | -- | -- | -- |
| Luogo     | T | C | C | T | C | T | C | T | C | T  | C  | T  | T  | C  | T  | C  | T  | C  | T  | C  | T  | C  |
| Risultato | V | V | V | V | V | V | V | V | V | V  | V  | V  | V  | P  | V  | V  | V  | V  | V  | V  | V  | V  |
| Posizione | 1 | 1 | 1 | 1 | 1 | 1 | 1 | 1 | 1 | 1  | 1  | 1  | 1  | 1  | 1  | 1  | 1  | 1  | 1  | 1  | 1  | 1  |

Legenda:

Luogo: C = Casa; T = Trasferta. Risultato: V = Vittoria; N = Pareggio; P = Sconfitta.

### Statistiche delle giocatrici
| Giocatore         | Division 1 | Division 1 | Division 1  | Division 1 | Coppa di Francia | Coppa di Francia | Coppa di Francia | Coppa di Francia | Champions League | Champions League | Champions League | Champions League | Totale   | Totale | Totale      | Totale     |
| Giocatore         | Presenze   | Reti       | Ammonizioni | Espulsioni | Presenze         | Reti             | Ammonizioni      | Espulsioni       | Presenze         | Reti             | Ammonizioni      | Espulsioni       | Presenze | Reti   | Ammonizioni | Espulsioni |
| ----------------- | ---------- | ---------- | ----------- | ---------- | ---------------- | ---------------- | ---------------- | ---------------- | ---------------- | ---------------- | ---------------- | ---------------- | -------- | ------ | ----------- | ---------- |
| C. Abily          | 19         | 13         | 1           | 0          | 3                | 1                | 0                | 0                | 2                | 1                | 0                | 0                | 24       | 15     | 1           | 0          |
| S. Bouhaddi       | 20         | -8         | 0           | 0          | 3                | 0                | 0                | 0                | 4                | -2               | 0                | 0                | 27       | -10    | 0           | 0          |
| É. Bussaglia      | 21         | 4          | 0           | 0          | 3                | 0                | 0                | 0                | 4                | 1                | 0                | 0                | 28       | 5      | 0           | 0          |
| N. Carage         | -          | -          | -           | -          | -                | -                | -                | -                | -                | -                | -                | -                | -        | -      | -           | -          |
| L. Dickenmann     | 21         | 8          | 0           | 0          | 3                | 2                | 0                | 0                | 4                | 0                | 0                | 0                | 28       | 10     | 0           | 0          |
| C. Franco         | 15         | 1          | 1           | 0          | 3                | 1                | 0                | 0                | 2                | 0                | 0                | 0                | 20       | 2      | 1           | 0          |
| A. Henry          | 20         | 3          | 0           | 0          | 2                | 0                | 0                | 0                | 3                | 0                | 0                | 0                | 25       | 3      | 0           | 0          |
| S. Kumagai        | 19         | 3          | 2           | 0          | 3                | 0                | 0                | 0                | 4                | 1                | 0                | 0                | 26       | 4      | 2           | 0          |
| E. Le Sommer      | 19         | 15         | 0           | 0          | 3                | 1                | 0                | 0                | 4                | 1                | 0                | 0                | 26       | 17     | 0           | 0          |
| A. Majri          | 11         | 0          | 1           | 0          | 3                | 0                | 0                | 0                | 2                | 0                | 0                | 0                | 16       | 0      | 1           | 0          |
| L. Nécib          | 21         | 4          | 1           | 0          | 3                | 1                | 0                | 0                | 4                | 3                | 1                | 0                | 28       | 8      | 2           | 0          |
| È. Périsset       | 6          | 0          | 0           | 0          | 2                | 0                | 0                | 0                | 1                | 0                | 0                | 0                | 9        | 0      | 0           | 0          |
| C. Perrault       | 0          | 0          | 0           | 0          | -                | -                | -                | -                | -                | -                | -                | -                | 0        | 0      | 0           | 0          |
| P. Peyraud-Magnin | 3          | -3         | 0           | 0          | 0                | 0                | 0                | 0                | 0                | 0                | 0                | 0                | 3        | -3     | 0           | 0          |
| M. Plaza          | 14         | 0          | 0           | 0          | 0                | 0                | 0                | 0                | 1                | 0                | 0                | 0                | 15       | 0      | 0           | 0          |
| M. Rapinoe        | 8          | 3          | 0           | 0          | -                | -                | -                | -                | 4                | 1                | 1                | 0                | 12       | 4      | 1           | 0          |
| W. Renard         | 19         | 7          | 2           | 0          | 3                | 1                | 0                | 0                | 4                | 0                | 1                | 0                | 26       | 8      | 3           | 0          |
| L. Schelin        | 18         | 12         | 0           | 0          | 2                | 1                | 0                | 0                | 4                | 2                | 0                | 0                | 24       | 15     | 0           | 0          |
| M. Tarrieu        | 0          | 0          | 0           | 0          | -                | -                | -                | -                | -                | -                | -                | -                | 0        | 0      | 0           | 0          |
| É. Thomis         | 20         | 3          | 0           | 0          | 3                | 2                | 0                | 0                | 4                | 0                | 0                | 0                | 27       | 5      | 0           | 0          |
| L. Tonazzi        | 21         | 15         | 1           | 0          | 3                | 0                | 0                | 0                | 4                | 2                | 0                | 0                | 28       | 17     | 1           | 0          |
| M. Traoré         | 3          | 0          | 0           | 0          | 0                | 0                | 0                | 0                | -                | -                | -                | -                | 3        | 0      | 0           | 0          |
| S. Viguier        | 9          | 0          | 0           | 0          | -                | -                | -                | -                | 1                | 0                | 0                | 0                | 10       | 0      | 0           | 0          |